# 叶海亚·汗
阿迦·穆罕默德·叶海亚·汗（烏爾都語：آغا محمد یحیی خان; ，Agha Mohammad Yahya Khan ，1917年2月4日—1980年8月10日），巴基斯坦政治人物，巴基斯坦政治家，曾任总统。1969年－1971年出任巴基斯坦總統。

## 總統
1968年，由於大量人民走上街头抗议軍政府統治，导致阿尤布·汗政府被推翻。1969年3月25日－1971年12月20日，汗出任第三任巴基斯坦总统兼军法管制首席执行官。

## 第三次印巴戰爭及孟加拉獨立
1970年巴基斯坦大选，东巴基斯坦（现孟加拉）人民联盟领袖谢赫·穆吉布·拉赫曼获胜。叶海亚·汗不予承认有關選舉結果，动用武力镇压，造成至少30万孟加拉族人被巴基斯坦军队屠杀，迫使1000万孟加拉族人逃往印度，也因此导致印度介入，爆發第三次印巴战争，不久东巴宣布独立成孟加拉人民共和国。

## 被迫下台
1971年叶海亚·汗在軍事政變的威脅下被迫交出权力。前外交部長、巴基斯坦人民党创始人阿里·布托出任总统并恢复民主制度。叶海亚·汗隨即被布托軟禁，直至1979年才被新的軍政府領導人齊亞·哈克釋放，但已失去政治影響力。

## 協助推動中美關係

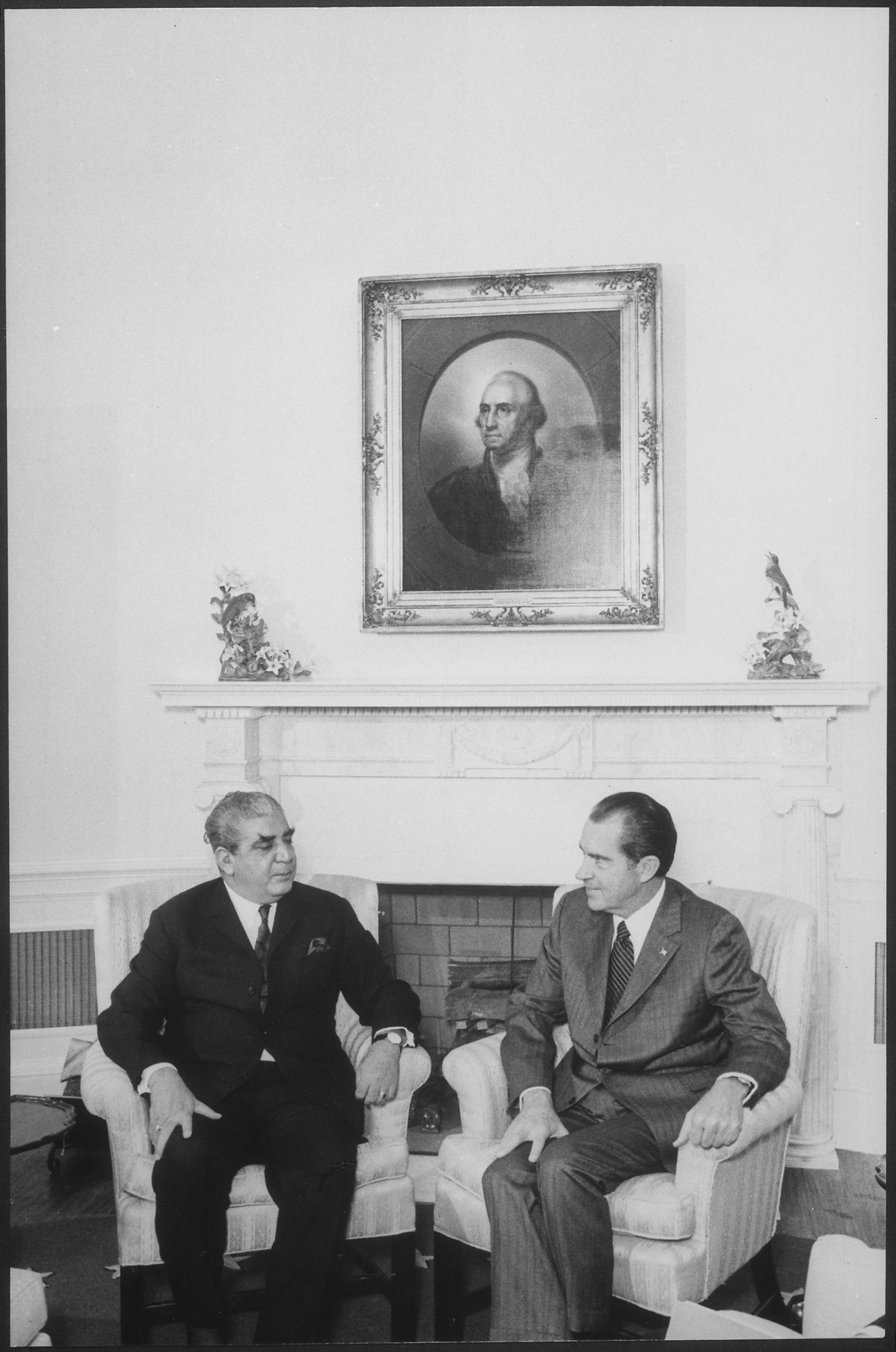
叶海亚·汗和尼克松

叶海亚·汗雖然只擔任總統兩年多，但他在任內積極去協助推動中美關係，為美國總統尼克森於1972年2月訪問中國鋪路。
1970年10月25日、26日，尼克松在白宫分别会见了前来美国参加联合国成立25周年庆祝活动的巴基斯坦总统叶海亚·汗和罗马尼亚总统齐奥塞斯库，请他们向中国领导人传话：他认为中美关系十分重要，美国希望和中国和好，绝不会联合苏联反对中国，他愿意派遣高级使节秘密访问中国。
叶海亚·汗于11月10日至15日访问中国，向中國國務院总理周恩來转达了尼克松的口信。叶海亚·汗总统回国后，即将周总理的答复口信写成一份无署衔、无签字的手抄备忘录，派专人于12月8日送到巴基斯坦驻美国大使馆，由大使希拉利于当日面交美国总统国家安全顾问基辛格博士。基辛格在与尼克松反复商量后，于12月26日将一封同样无图章、无签字的打印信函交给希拉利大使，信中表示美国同意接受邀请，准备在北京举行高级会谈，讨论包括台湾问题在内的存在于中美之间的各种各样的问题。
1971年7月9日至11日，基辛格更在叶海亚·汗的策劃下，秘密訪問中國。在巴基斯坦停留与转飞北京的安排，都是通过中央情报局的保密电讯由驻巴大使法兰跟叶海亚总统精心策划的，最终实现了现代外交史上最有名的遁身术。

## 個人生活
葉海亞·汗已婚，育有兩個孩子。下台後於1980年8月10日因中風過世。